# Varese Football Club 1991-1992
Questa pagina raccoglie le informazioni riguardanti il Varese Football Club nelle competizioni ufficiali della stagione 1991-1992.

## Stagione
Nella stagione 1991-1992 il Varese ha disputato il girone A del campionato di Serie C2. Con 42 punti ha ottenuto il terzo posto in classifica.

## Rosa
| N. |                   | Ruolo | Calciatore          |
| -- | ----------------- | ----- | ------------------- |
|    | Italia (bandiera) | A     | Gabriele Ambrosetti |
|    | Italia (bandiera) | C     | Mauro Antonioli     |
|    | Italia (bandiera) | C     | Marco Bolis         |
|    | Italia (bandiera) | D     | Fabio Bonadei       |
|    | Italia (bandiera) | D     | Sergio Elli         |
|    | Italia (bandiera) | C     | Maurizio Franchi    |
|    | Italia (bandiera) | P     | Ettore Gandini      |
|    | Italia (bandiera) | C     | Bruno Limido        |
|    | Italia (bandiera) | C     | Alessandro Lorenzi  |
|    | Italia (bandiera) | C     | Claudio Macchi      |

| N. |                   | Ruolo | Calciatore          |
| -- | ----------------- | ----- | ------------------- |
|    | Italia (bandiera) | C     | Alessandro Mazzola  |
|    | Italia (bandiera) | D     | Antonio Modica      |
|    | Italia (bandiera) | D     | Danio Montani       |
|    | Italia (bandiera) | A     | Adriano Mosele      |
|    | Italia (bandiera) | D     | Giuseppe Pedretti   |
|    | Italia (bandiera) | A     | Carlo Prelli        |
|    | Italia (bandiera) | D     | Enrico Sala         |
|    | Italia (bandiera) | C     | Richard Vanigli     |
|    | Italia (bandiera) | A     | Lorenzo Vincenzi    |
|    | Italia (bandiera) | D     | Giuseppe Vitillo    |
|    | Italia (bandiera) | P     | Massimiliano Incisa |

## Risultati

### Campionato

#### Girone di andata
| 8 settembre 1991 1ª giornata | Ravenna | 2 – 2 | Varese |  |

| 15 settembre 1991 2ª giornata | Varese | 2 – 3 | Ospitaletto |  |

| 22 settembre 1991 3ª giornata | Leffe | 1 – 1 | Varese |  |

| 29 settembre 1991 4ª giornata | Varese | 1 – 0 | Fiorenzuola |  |

| 6 ottobre 1991 5ª giornata | Lecco | 1 – 1 | Varese |  |

| 13 ottobre 1991 6ª giornata | Varese | 2 – 0 | Olbia |  |

| 20 ottobre 1991 7ª giornata | Varese | 1 – 1 | Virescit Bergamo |  |

| 27 ottobre 1991 8ª giornata | Pergocrema | 0 – 1 | Varese |  |

| 10 novembre 1991 9ª giornata | Varese | 0 – 0 | Suzzara |  |

| 17 novembre 1991 10ª giornata | Aosta | 0 – 1 | Varese |  |

| 24 novembre 1991 11ª giornata | Valdagno | 0 – 0 | Varese |  |

| 1º dicembre 1992 12ª giornata | Varese | 2 – 0 | Legnano |  |

| 8 dicembre 1991 13ª giornata | Cuneo | 0 – 0 | Varese |  |

| 15 dicembre 1991 14ª giornata | Varese | 0 – 0 | Solbiatese |  |

| 22 dicembre 1991 15ª giornata | Centese | 0 – 0 | Varese |  |

| 5 gennaio 1992 16ª giornata | Varese | 3 – 0 | Trento |  |

| 12 gennaio 1992 17ª giornata | Novara | 1 – 1 | Varese |  |

| 19 gennaio 1992 18ª giornata | Varese | 1 – 1 | Mantova |  |

| 26 gennaio 1992 19ª giornata | Tempio | 2 – 1 | Varese |  |

#### Girone di ritorno
| 9 febbraio 1992 20ª giornata | Varese | 0 – 0 | Ravenna |  |

| 16 febbraio 1992 21ª giornata | Ospitaletto | 0 – 1 | Varese |  |

| 23 febbraio 1992 22ª giornata | Varese | 1 – 1 | Leffe |  |

| 1º marzo 1992 23ª giornata | Fiorenzuola | 1 – 0 | Varese |  |

| 8 marzo 1992 24ª giornata | Varese | 0 – 0 | Lecco |  |

| 15 marzo 1992 25ª giornata | Olbia | 1 – 1 | Varese |  |

| 22 marzo 1992 26ª giornata | Virescit Bergamo | 0 – 0 | Varese |  |

| 29 marzo 1992 27ª giornata | Varese | 1 – 3 | Pergocrema |  |

| 5 aprile 1992 28ª giornata | Suzzara | 1 – 1 | Varese |  |

| 12 aprile 1992 29ª giornata | Varese | 2 – 2 | Aosta |  |

| 26 aprile 1992 30ª giornata | Varese | 1 – 1 | Valdagno |  |

| 3 maggio 1992 31ª giornata | Legnano | 4 – 2 | Varese |  |

| 10 maggio 1992 32ª giornata | Varese | 1 – 0 | Cuneo |  |

| 17 maggio 1992 33ª giornata | Solbiatese | 1 – 1 | Varese |  |

| 24 maggio 1992 34ª giornata | Varese | 0 – 1 | Centese |  |

| 31 maggio 1992 35ª giornata | Trento | 0 – 0 | Varese |  |

| 7 giugno 1992 36ª giornata | Varese | 1 – 0 | Novara |  |

| 14 giugno 1992 37ª giornata | Mantova | 0 – 0 | Varese |  |

| 21 giugno 1992 38ª giornata | Varese | 2 – 1 | Tempio |  |